# Tomàquet
|  | «tomàtic» redirigeix aquí. Vegeu-ne altres significats a «Super3». |

El tomàquet (Solanum lycopersicum) és el fruit de la tomaquera. És de color vermell, carnós i sucós, amb la superfície llisa i brillant i la polpa plena de llavors planes i groguenques. Molt utilitzat en l'alimentació.
També es coneix amb els noms de tomaca, tomata, tomàtic, tomàtiga i tomàtec. Fora del diccionari de l'IEC, encara hi podem trobar els noms de "tomate" i "domàtiga".
La tomaquera pertany a la família de les solanàcies, que inclou cap a 75 gèneres i unes 2.300 espècies de plantes productores d'alcaloides tòxics. S'hi troben la belladona, la mandràgora i el jusquiam. Són pocs els fruits de solanàcies comestibles, però la seva importància en l'alimentació humana és considerable.
La tomaquera (és a dir, la planta) també rep els noms de tomatera, tomateguera, tomatiquera i tomatiguera. Hom es pot referir a la planta amb el mateix nom amb què es refereix al fruit: tomàquet, tomaca, tomata, tomàtic, tomàtiga i tomàtec.

## Origen
L'origen de la planta silvestre és dins la zona compresa entre el nord de Xile, el Perú i l'Equador, i va ser a Mèxic on es va domesticar i cultivar per primera vegada ja abans de l'arribada dels conqueridors espanyols. El nom del fruit deriva de la paraula nàhuatl xitomatl, "fruit amb melic". Actualment és un ingredient imprescindible de la cuina mediterrània.
Versemblantment els primers fruits que arribaren a Europa eren de color groc cosa que explicaria el seu nom italià de pomodoro (poma d'or). Actualment els tomàquets de color groc tenen encara un bon mercat a Itàlia.
A Europa els tomàquets no es van conèixer fins al contacte amb Amèrica, portats pels espanyols, al final del segle xv. A la resta de la Mediterrània, va ser lenta però molt profunda, de manera que des del segle xviii n'és un ingredient fonamental en la dieta i la cultura gastronòmica.
En general, a Europa i el Magreb va arribar el producte i la tècnica de cultiu, però no la cultura de com preparar-lo o dels seus usos, que és diferent a l'americana. La planta silvestre no ha conquerit aquests territoris, on només es pot trobar cultivada, sigui com a planta ornamental (com per exemple els tomàquets cirera plantats en un balcó) o a l'horta.
El segle xviii va iniciar-se el cultiu del tomàquet, entre altres fruites, a les comarques del Maresme i del delta del Llobregat, que es van consolidar durant el XIX, a mesura que creixia la població del nucli urbà de Barcelona. A finals del segle xix es consolida l'horta de València, on ja des d'un començament va destacar la producció de tomàquets, juntament amb melons i pebrots. El 1931 la província de València produeix més tomàquets que cap altra d'Espanya, i amb varietats molt diverses. En aquest any el 86% d'exportacions espanyoles de tomàquets venen de la província de València. En el període 1927-1936, el tomàquet era, després de l'enciam, la segona hortalissa més exportada del Rosselló.
A principis del segle XXI hi havia la queixa general de la falta de sabor de les tomates que es consumien. La causa era per la intensificació de la producció i consum de tomates, provocant que es recol·lectaren en estat «verd madur». Els fruits en aquest estat, en ser exposats al gas etilè, desenvolupen color i sabor".

## Conreu

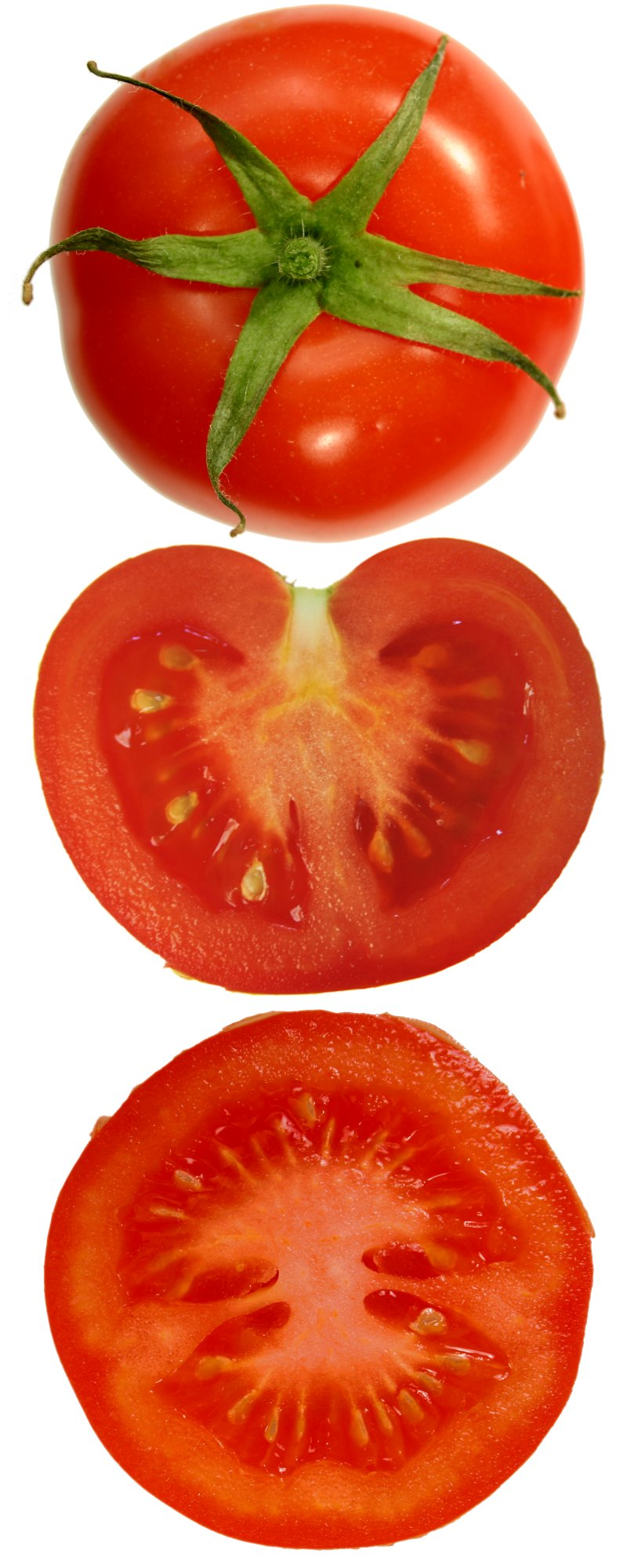
La tomata és un fruit molt sucós.

Les espècies Solanum cheesmaniae i Solanum galapagaense creixen de forma silvestre a les illes Galàpagos i als Andes americans, des del centre de l'Equador, a través del Perú i fins al nord de Xile. D'altra banda, la Solanum lycopersicum, considerada l'ancestre silvestre del tomàquet cultivat, es troba distribuït molt àmpliament a nombrosos països americans com Mèxic, Colòmbia o Bolívia, el que fa pensar en antics cultius de l'home prehistòric.
El conreu de secà és possible en terrenys amb gran capacitat d'acumulació d'aigua i de clima no gaire sec a l'estiu com alguns indrets de la Catalunya nord-oriental. La densitat de plantes és menor que en regadiu i no s'entutoren. Les varietats utilitzades han de ser rústegues amb la pell resistent i preferiblement del tipus de pera. Els rendiments són molt menors que en regadiu però la qualitat gustativa s'incrementa, ja que amb un creixement més lent es concentren les aromes.

## Plagues
Els insectes són menys danyins que les malalties. Aquests insectes són, principalment, tisanòpters, mosca blanca (aleurodes), pugó, Helicoverpa armigera, Arna del tomàquet (Tuta absoluta) i Keiferia lycopersicella; a més d'àcars i cucs (nematodes). També poden ser atacades per llimacs i fongs com Alternaria.
Els cucs provoquen la formació de nudositats a les plantes, cosa que frena el seu creixement. Contra ells es pot mirar de renovar el sòl periòdicament, ara bé, un cop instal·lats, cal desinfectar-lo.

## Producció mundial

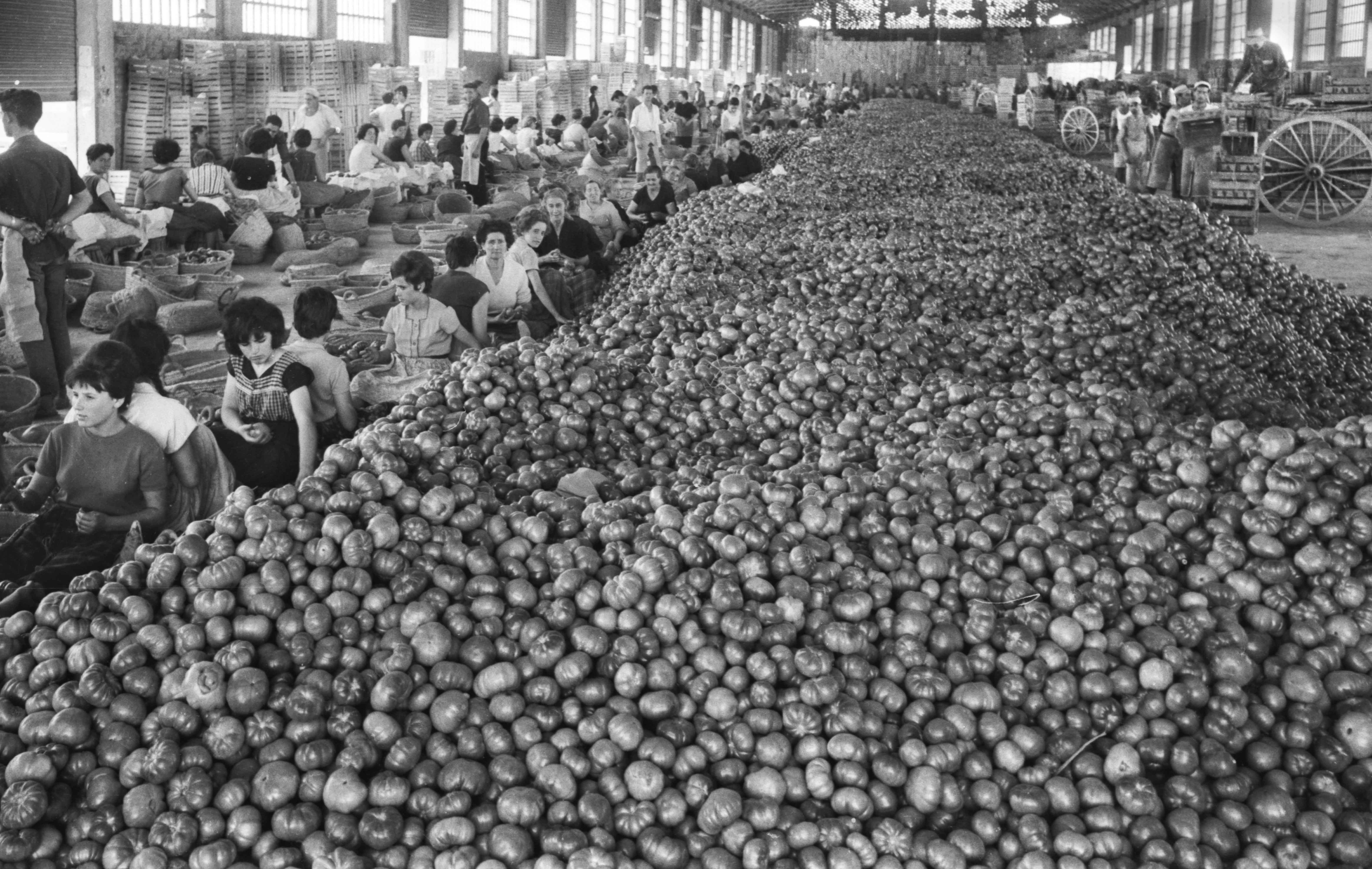
Producció de la cooperativa agrícola d'Alginet, 1963.

L'any 2005 es van cultivar 125 milions de tones de tomàquets, amb la Xina al capdavant, amb prop del 25% de la producció mundial, seguida dels Estats Units i Turquia. El tomàquet es cultiva a 140 països de tot el món. Un 70% dels tomàquets s'utilitza per a fer pastes i salses i només un 30% es compra fresc. Espanya és un gran exportador de tomàquet fresc.
D'acord amb la FAOSTAT, els principals productors de tomàquets (en tones) l'any 2005 van ser:
| Principals productors de tomàquet — 2005 (milions de tones) | Principals productors de tomàquet — 2005 (milions de tones) |
| ----------------------------------------------------------- | ----------------------------------------------------------- |
| R.P. de la Xina                                             | 31,6                                                        |
| Estats Units                                                | 11,0                                                        |
| Turquia                                                     | 9,7                                                         |
| Índia                                                       | 7,6                                                         |
| Egipte                                                      | 7,6                                                         |
| Total mundial                                               | 125                                                         |
| Font: UN Food & Agriculture Organisation (FAO)              |                                                             |

## Morfologia

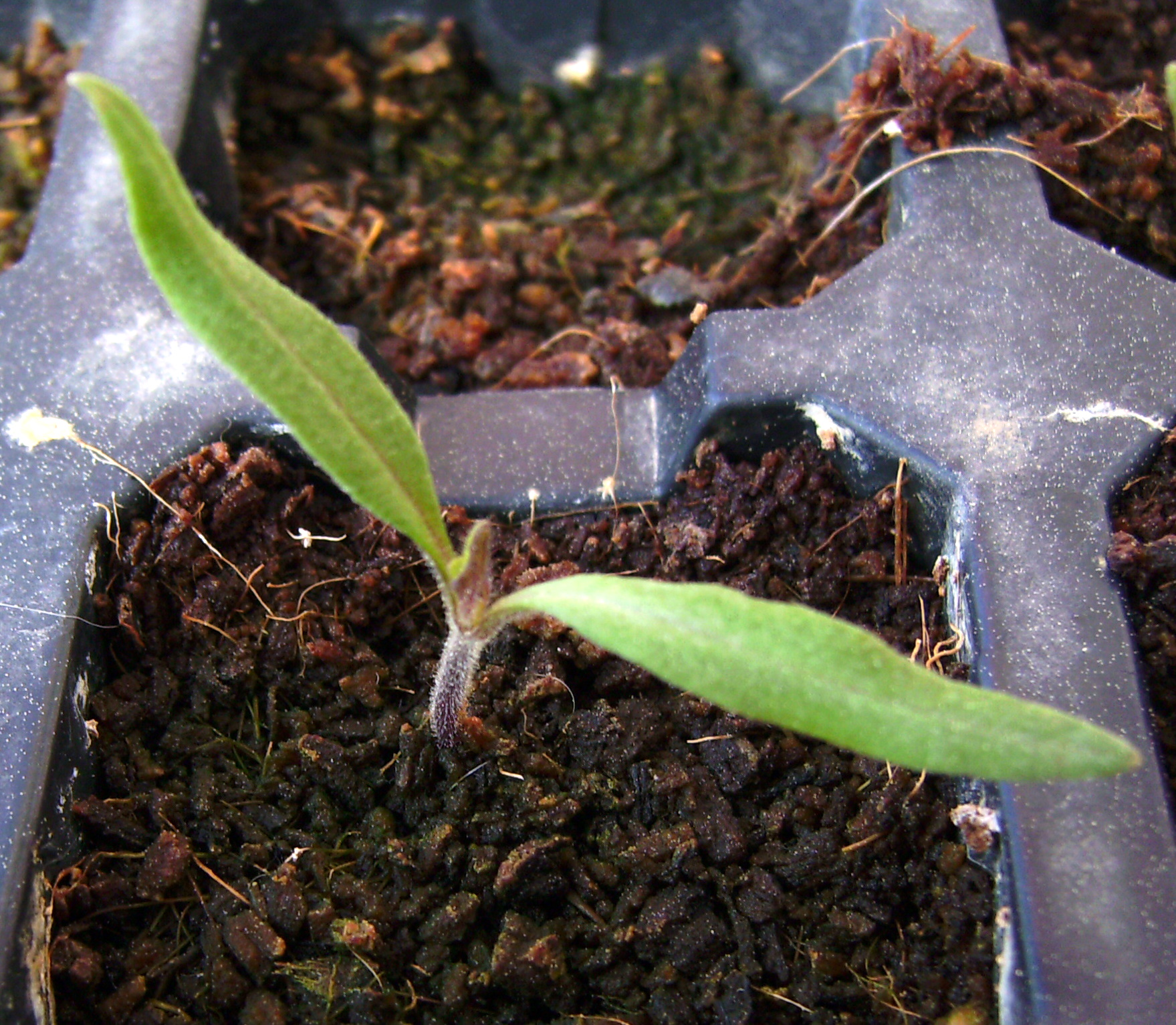
cotilèdons de la tomaquera.

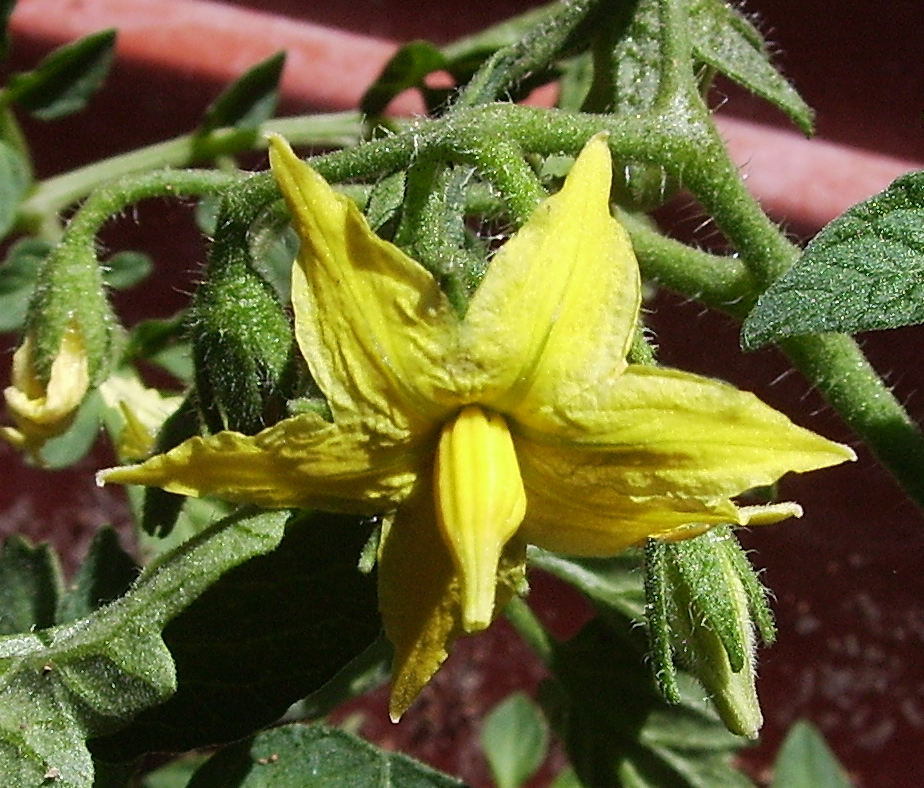
Flor de tomaquera cultivada a Castelltallat.

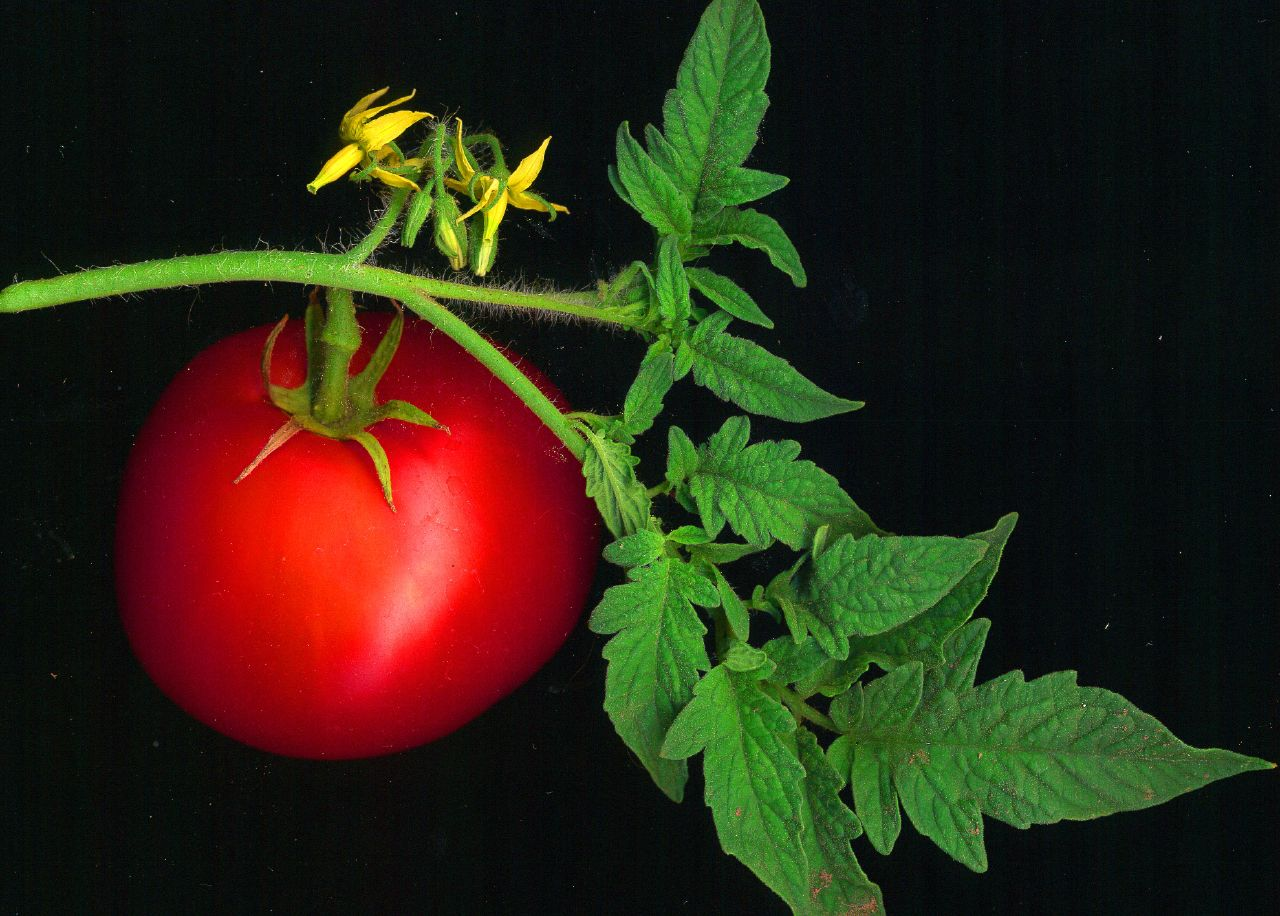
Una branca de tomatera on s'aprecien les fulles, la flor i el fruit.

La tomaquera és una planta potencialment perenne (en clima tropical) i molt sensible a les gelades cosa que en climes temperats determina el seu cicle anual, de diferent durada segons la varietat. El sistema radicular de la planta (en sembra directa) és d'una arrel central pivotant que creix uns 3 cm al dia fins que arriba als 60 cm de fondària. De forma simultània s'hi fan arrels secundàries adventícies i ramificacions. Tanmateix, si es trasplanta la tomaquera, l'arrel principal pivotant desapareix i aleshores esdevé més important el desenvolupament horitzontal de les arrels.
La tija, que pot arribar a 2,5 m de longitud, és erecta al principi del desenvolupament però es torça amb el pes dels fruits. La seva superfície és angulosa amb pèls i glàndules amb olor característica (considerada per alguns com afrodisíaca).
Les fulles, compostes amb el limbe fraccionat entre 7 i 11 foliols, estan en disposició alterna i també tenen glàndules aromàtiques.
Les flors es presenten agrupades en inflorescències que poden ser de quatre tipus: raïm simple i cimes (unípares, bípares i multípares). Hi pot haver fins a 50 flors per inflorescència però normalment moltes menys. Les flors tenen el calze amb els sèpals soldats entre si (gamosèpals), tenen 5 o més estams adherits a la corol·la amb les anteres que formen un tub. La part femenina de la flor (gineceu) té de dos a trenta carpels que en desenvolupar-se donaran lloc als compartiments que té el fruit. La fecundació és autògama però al·lògama en plantes silvestres.
Les llavors són grisenques de forma oval aixafada i de 3 a 5 mm de diàmetre. La llavor conserva la seva capacitat germinativa durant uns quatre anys. La temperatura mínima per a la germinació és de 10 °C i la màxima 35 °C.
Passen de 56 a 75 dies des del naixement de la planta fins que s'inicien els botons florals. La primera inflorescència es produeix entre el 8è i 18è nus (o pis) depenent de les varietats. En condicions òptimes (temperatura mitjana al voltant de 20 °C) el tomàquets tarden uns 50 dies a madurar després de la florida (depèn de la varietat).
Les plantes del tipus anomenat de creixement determinat produeixen inflorescències alternant amb una fulla o dues fulles, aquestes plantes són més resistents i primerenques tipus arbust.
Les plantes del tipus de creixement indeterminat fan les inflorescències en pisos alternats de més de dues fulles, són més tardanes i més altes (són les que s'emparren)
Botànicament es tracta d'un fruit en baia molt sucós amb un percentatge d'aigua al voltant del 93%. Les formes són diverses hi van des de les rodones, ovals, piriformes(tipus Roma) amb costelles (tipus Marmande o Montserrat), etc.
El seu genoma consta d'uns 40.000 gens.

## Varietats

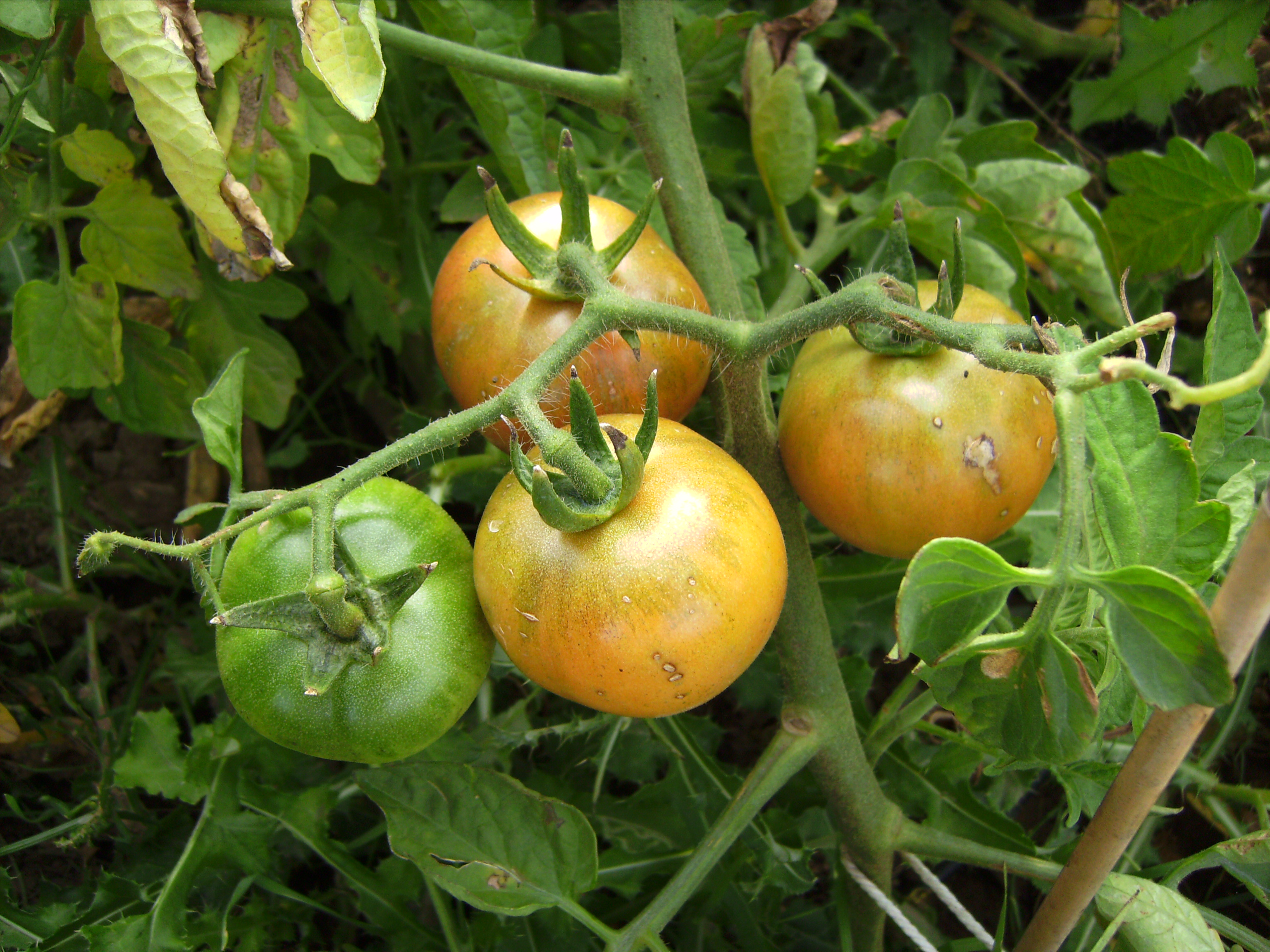
Tomàquet de penjar mallorquí.

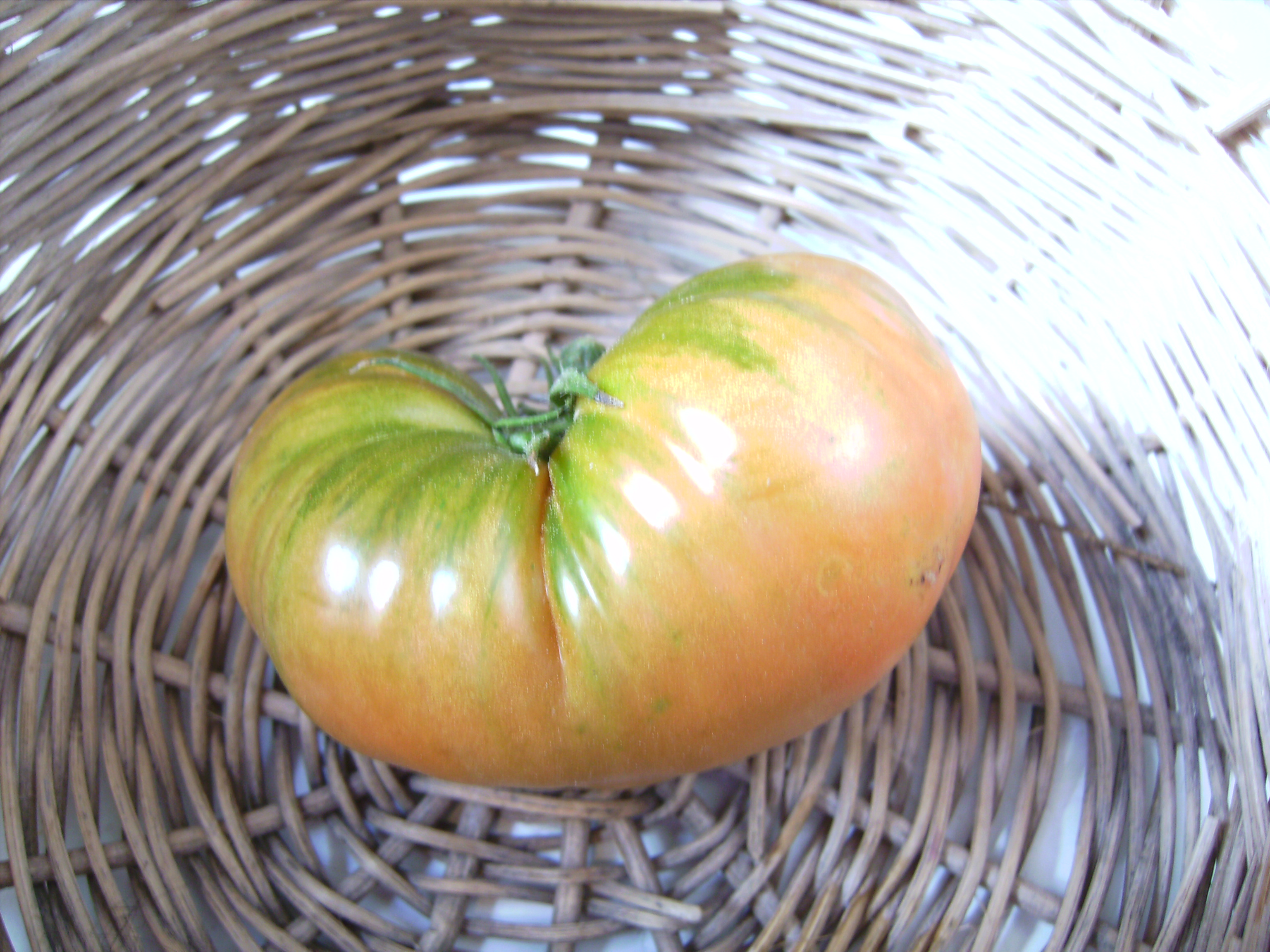
Tomàquet varietat Marmanda amb costelles.

La classificació del tipus més utilitari diferencia entre varietats de taula que es conreen en l'horta, amb varietats que s'emparren i aplicant mètodes d'agricultura intensiva i molta mà d'obra i les varietats industrials que usen varietats de creixement arbustiu dins una agricultura extensiva i amb mecanització total. Una altra classificació molt comuna és tomàquets amb costelles (amb solcs) o sense.
Actualment a més de les varietats tradicionals com la "Montserrat" o "rosa" del Bages, Maresme i el Baix Llobregat, "rosa" de Mura i d'Artés, "de cor -o ventre- de bou", "de pera" de Girona o del País Valencià, "de penjar" de Girona, Menorca, Mallorca o Castelló, "de ramellet" de Menorca, "de Benach" de Tarragona, "tomacó" del Garraf, "tomata bitxo" del Pla de l'Estany, "bombeta" de Navarra, "ace", "san Marzano", o la Tomata Valenciana, es fan servir les híbrides que encara que són més productives i resistents a certes malalties no solen tenir tan bones qualitats gustatives com les tradicionals.
Les següents varietats de tomates estan incloses en el Catàleg de varietats locals agràries de Catalunya:
- Tomàquet de penjar plana d'Albesa
- Tomàquet de la creu
- Tomàquet bombeta gros
- Tomàquet meta de cabra
- Tomàquet Mandó de Collserola

Algunes varietats curioses són els tomàquets extremadament petits, dits "cirera" o "cirerols", que poden ser rodons o ovalats, o els tomàquets de color gairebé negre, de la varietat "kumato" d'Almeria, que és un híbrid de marca registrada.

## Composició nutricional
La composició nutricional del tomàquet a més del 93% d'aigua és d'un 4% de glúcids (també anomenats hidrats de carboni), un 2,6% de sucres simples que li aporten un cert toc dolç, 1% de pròtids, 1% de cel·lulosa (és a dir, fibra), 0,2% (gairebé gens) de lípids (també anomenats greixos), 1,3% (es considera abundant) de minerals (en especial potassi, bo per a hipertensos, i magnesi), vitamines (sobretot B1, B2, B5 i C), àcids orgànics (podem apreciar el seu punt de gust àcid; i també les paelles, que amb el temps solen perdre la capa antiadherent justament a causa d'aquests àcids) i el carotenoide licopè que és el que li dona el color vermell i un antioxidant que actualment es considera un eficaç protector contra el càncer. Els antioxidants, com el licopè i la vitamina C (13 mg per cada 100 g de tomàquet), es consideren bons contra l'envelliment i els radicals lliures. Conté unes 18 kcal per a cada 100 g, el que es considera un baix contingut energètic.

## Gastronomia

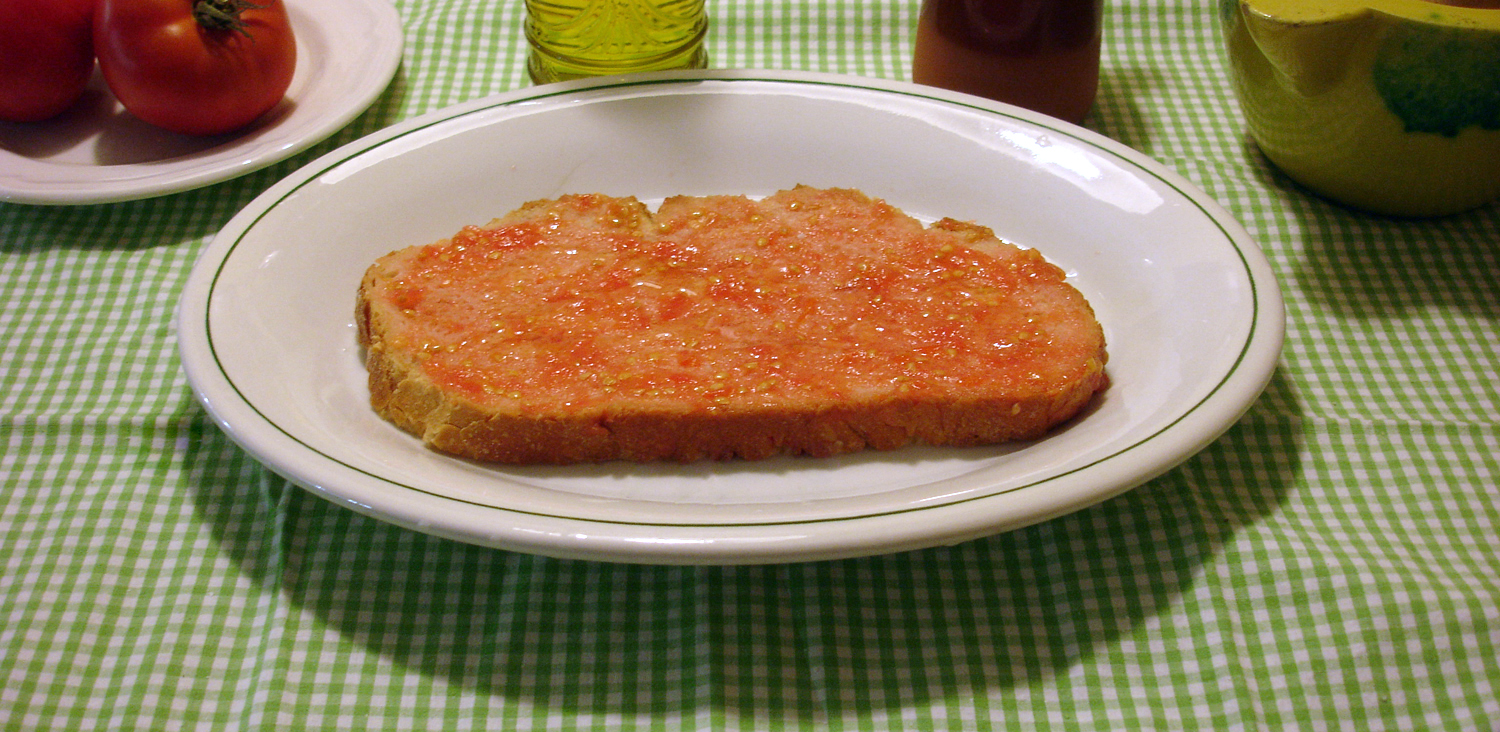
Pa amb tomàquet.

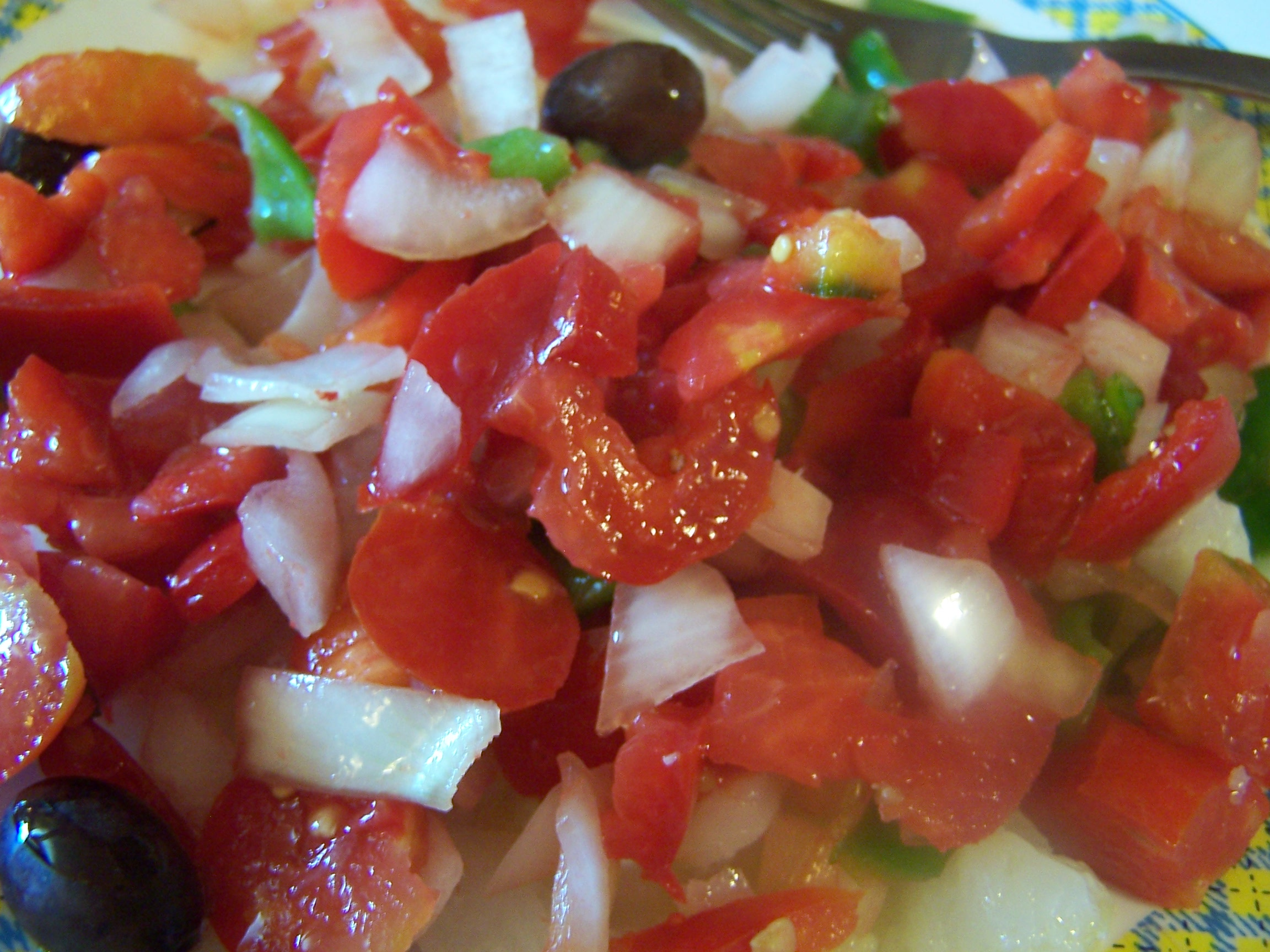
Esqueixada de bacallà amb tomàquet, ceba, pebrot i olives.

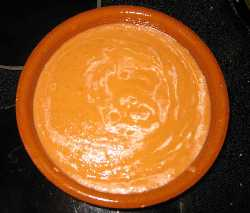
Plat de salmorejo.

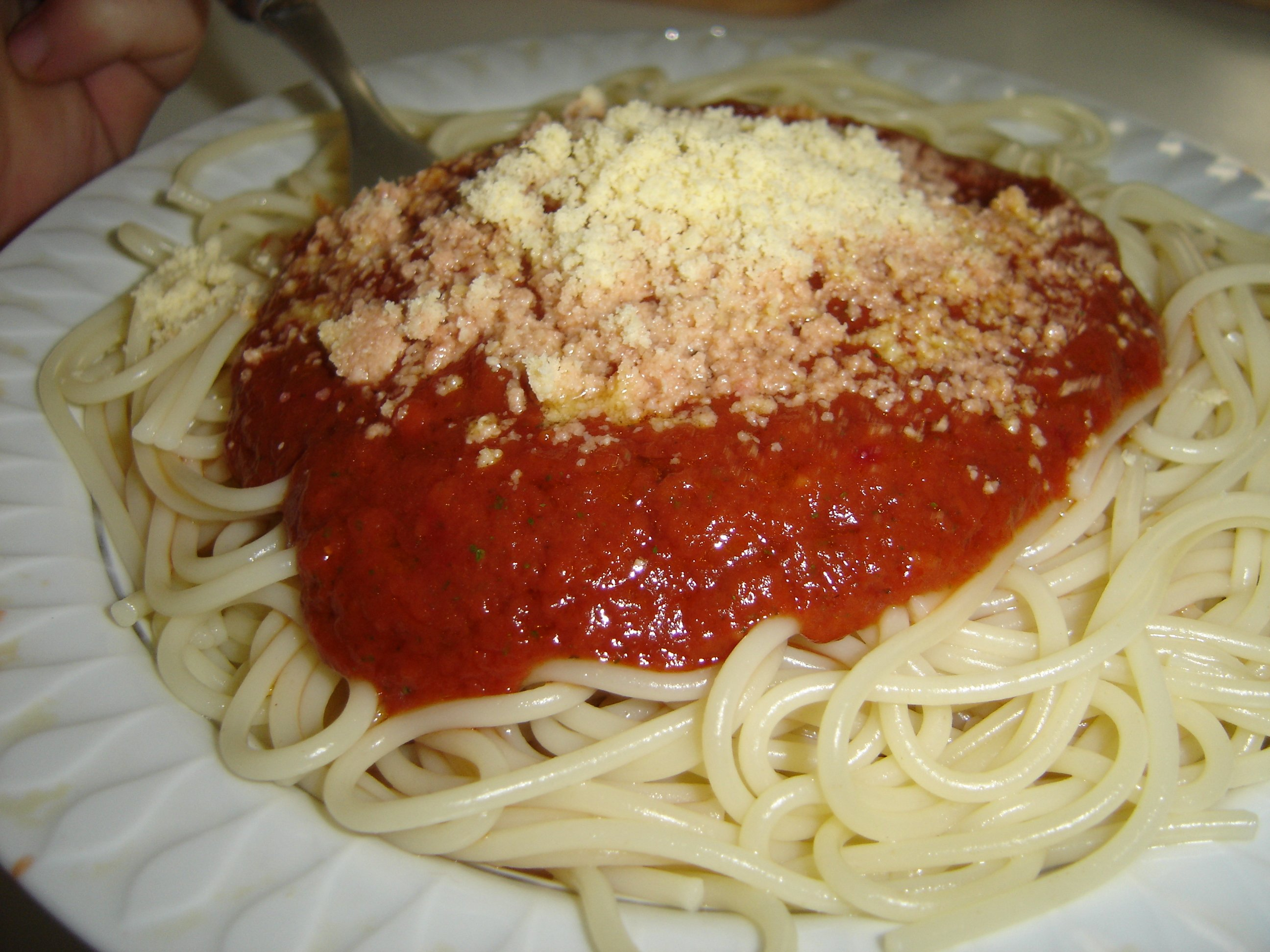
Plat d'espaguetis amb salsa de tomàquet i parmesà.

Els tomàquets són un ingredient essencial a moltes cuines del món. Es poden consumir en amanides, en sopes calentes (de peix, per exemple) o fredes (oliaigua, gaspatxo, salmorejo, etc.), en sucs de fruites i hortalisses (en anglès, smoothies) o també cuits, fregits, al forn i farcits. El tomàquet és un ingredient, segons Colman Andrews, dels més essencials dins la cuina catalana actual, tot i que no va entrar-hi a formar part fins ben entrat el segle xvii.
Els tomàquets a casa nostra s'utilitzen, per exemple, per preparar els sofregits, que són bàsics a la nostra dieta per elaborar un gran nombre de plats de tota mena, com arrossos, pastes, llegums, el pastís de carn i puré de patata, l'arròs a la cubana, mandonguilles o caragols amb salsa, etc. A tota la mediterrània es preparen diverses variants de sofregits i de salses de tomàquet, que serveix com a condiment o per acompanyar molts plats. Altres salses que contenen tomàquet són, per exemple, el xató, la salvitxada, el romesco, la salsa de les patates braves, etc. Al País Basc la salsa piperrada es fa amb tomàquet i pebrot del piquillo. A Mèxic el tomàquet és imprescindible per la preparació de la "salsa mexicana" o "pico de gallo". Una salsa amb tomàquet molt coneguda internacionalment és el quètxup.
El pa amb tomàquet és una especialitat de la cuina popular catalana que s'elabora preferiblement amb els tomàquets més madurs i sucosos. És possible que un dels motius de l'origen d'aquesta preparació fos la necessitat d'aprofitar millor el pa sec. En qualsevol cas, a la mediterrània la parella formada pel tomàquet i el pa, o fins i tot amb altres productes derivats del blat, com la pasta o el cuscús, es troba en abondants preparacions i plats molt populars, com l'empanada gallega, la coca (de tomàtiga, de trempó, de verdures, de Montblanc, etc.), les panades, la pizza, el taboulé, etc. Resulta interessant per què al lloc on el tomàquet és originari, en canvi, es menja típicament en forma de salsa amb tortetes de dacsa.
A Catalunya els musclos a la marinera (oberts al vapor amb un raig de vi blanc i oli d'oliva, amb herbes o all al gust particular de cadascú) es fan típicament amb un sofregit i, per tant, amb tomàquet.
Altres preparacions molt usuals amb tomàquet són el perol, la samfaina, l'esqueixada de bacallà, l'empedrat, el suquet de peix, la sarsuela, la caldereta, el frit, el tombet, el trempó, etc.

### Conserves
A part de frescos, al mercat els tomàquets es comercialitzen envasats en llauna o en pots de vidre, com a tomàquet sencer pelat, tomàquet ratllat, concentrat de tomàquet i tomàquet fregit. Aquest darrer es troba també envasat en tetrabrick. Aquests productes comercials a base de tomàquet serveixen per a preparar diversos plats. Noteu que aquestes salses solen ser d'un color vermell fosc mentre que les salses de tomàquet casolanes -incloent el tomàquet fregit, la "salsa" bolonyesa, etc.- són marrons ataronjades.
A Catalunya, amb l'aigua dels tomàquets restant de les conserves es fa una mena de concentrat casolà anomenat grum. El suc es deixa en un drap fins que naturalment redueixi el seu volum per evaporació de l'aigua. S'utilitza per condimentar tota mena de plats i sofregits.
Els “tomàquets de penjar”, més aviat petits i rodons, es diuen així perquè es penjaven en fileres d'un sostre de canyes horitzontals, paral·leles i una mica separades perquè hi passés l'aire. Són tomàquets de llarga conservació (superior als 6 mesos) tradicionalment usats per a sucar amb el pa en tomàquet.
Els tomàquets llargs (coneguts de pebrot, meta de cabra, nas de bruixa, popa de cabra...), són tomàquets de pell fina i poca llavor, tradicionalment usats per a fer conserves o per assecar. Una manera d'assecar-los, és tallar-los i assecar-los sobre una safata al sol, o més ràpidament al forn. Després, es guarden en oli d'oliva, de vegades amb alguna herba, com el romaní o amb algun all sencer i pelat. Aquests es mengen després a l'aperitiu o com a companatge, en amanides, amb formatge fresc, etc. L'oli, que com ha estat marinat pren força gust, s'aprofita per a amanides o també per a sucar-hi pa.
També es fan melmelades de tomàquet verd i de tomàquet vermell, que després es mengen amb pa per esmorzar o berenar.
De vegades es fan conserves d'altres productes en oli amb salsa de tomàquet, com típicament peixos blaus com la tonyina o les sardines, que després se solen menjar com aperitiu, en amanides o entrepans.
En zones interiors del País Valencià, més concretament en la zona de la Costera, aquest fruit és denominat "tomaco", paraula que a més està recollida en l'Acadèmia Valenciana de la Llengua.

## Curiositats

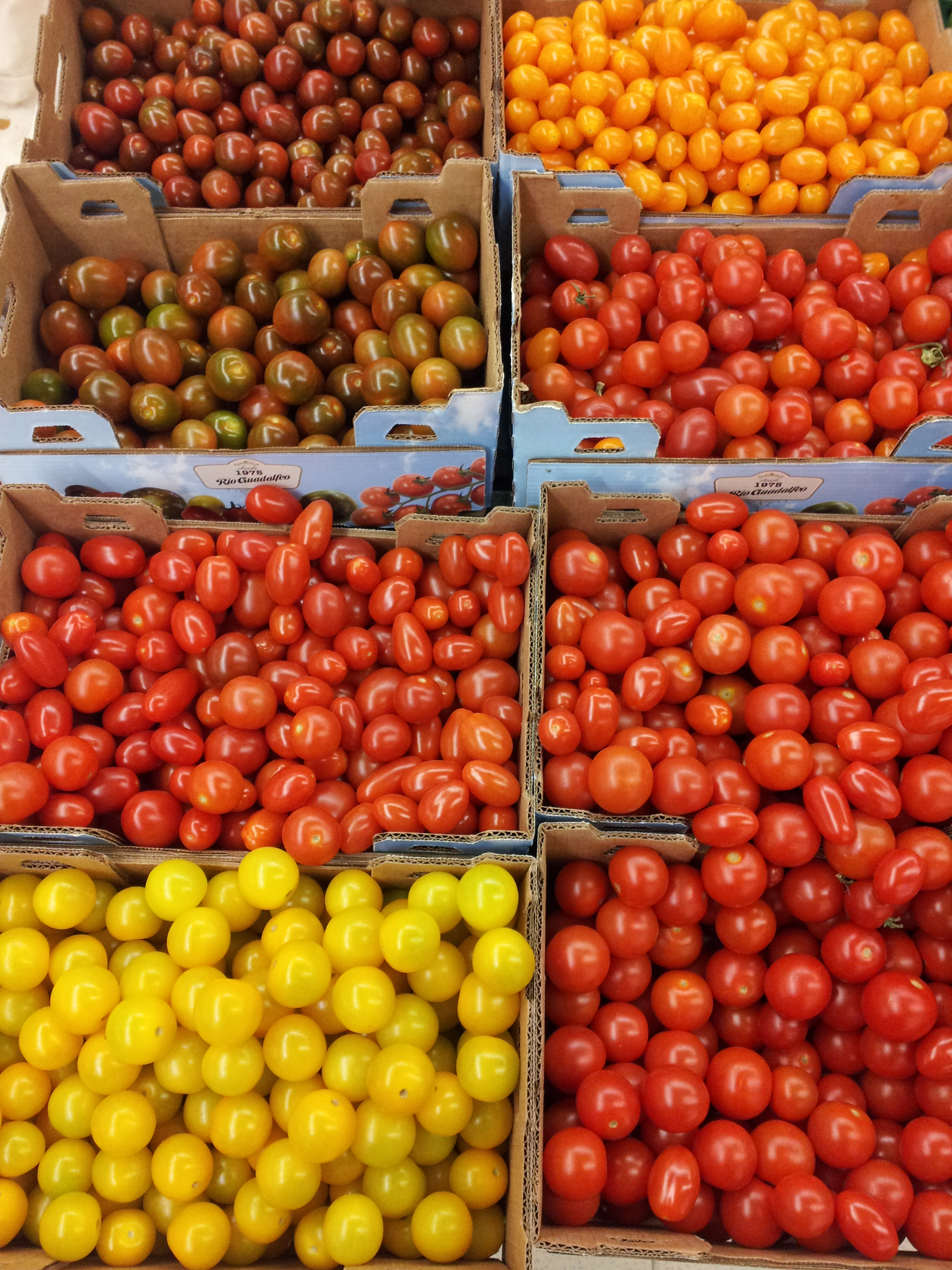
Tomaques cherry de diferents tipus.

- És l'única paraula en català que només traient-ne l'accent se'n forma el diminutiu corresponent. És a dir, tomàquet sense accent passa a ser tomaquet.